# تریسی ویکام
تریسی ویکام (به انگلیسی: Tracey Wickham) (زادهٔ ۲۴ نوامبر ۱۹۶۲) شناگر اهل استرالیا است.